# Верхняя Мокла
Ве́рхняя Мокла (устар. Муоклакан) — река в Забайкальском крае России, левый приток Олёкмы.
Длина реки составляет 117 км, площадь водосбора — 1890 км². Впадает в Олёкму в 1127 км от её устья.

## Притоки
- 11 км: река Маричи
- 20 км: река Солокит
- 27 км: река Амунакта
- 31 км: река Сенькина
- 32 км: река Сивагин
- 41 км: река Запов
- 51 км: река Чопкокон
- 54 км: река без названия
- 62 км: река Чуглюку
- 63 км: река Кагдакачи
- 66 км: река Сакатыка
- 78 км: река Барылак
- 82 км: ручей Закдакан 2-й
- 83 км: река Чопко
- 85 км: река Чопкокон
- 90 км: река Гарамнак
- 91 км: река Найденка
- 97 км: река Витисной
- 98 км: река Савадкова